# Jüdischer Friedhof (Bodzentyn)
Koordinaten: 50° 56′ 15,2″ N, 20° 56′ 32,8″ O

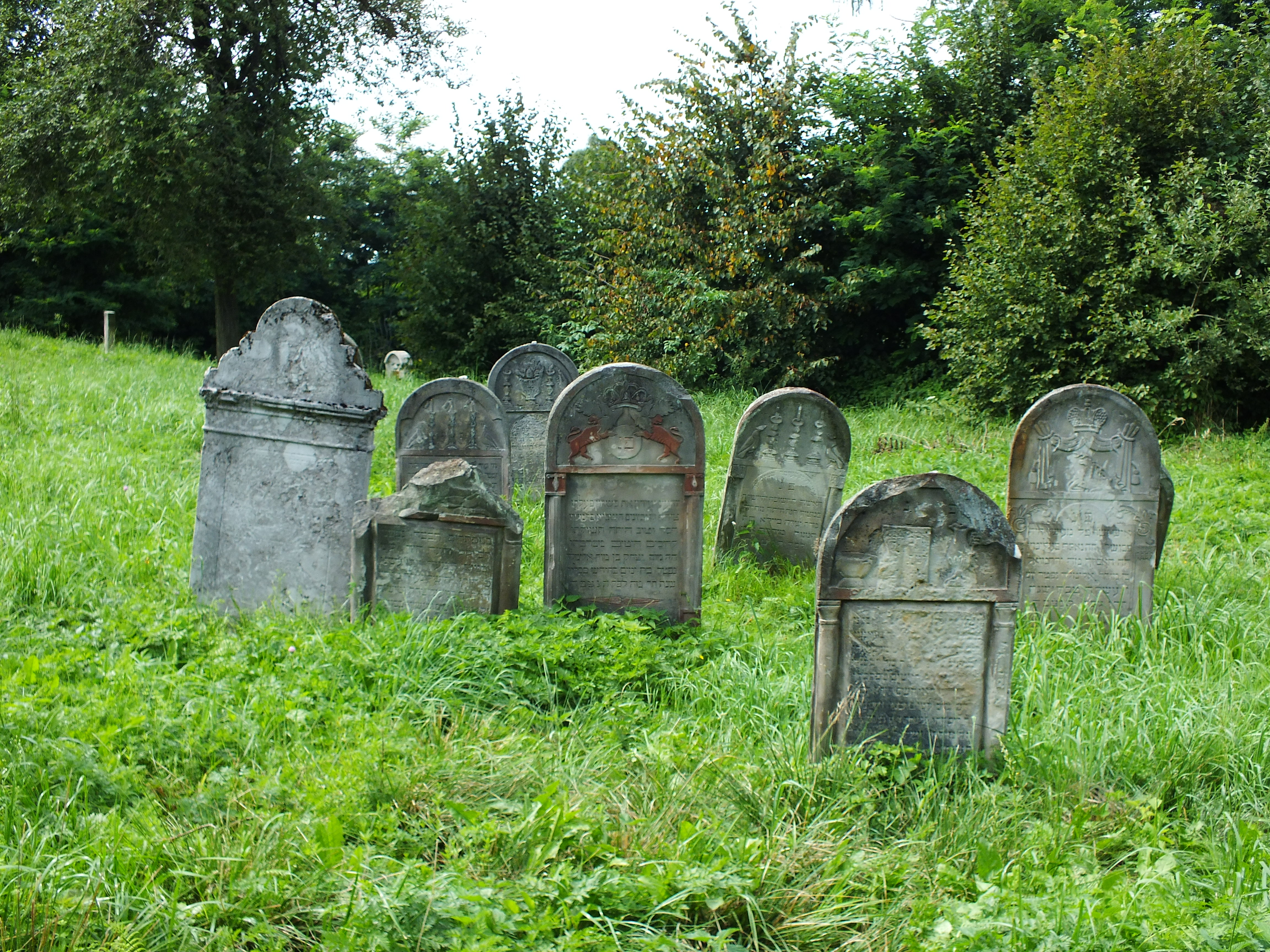
Jüdischer Friedhof in Bodzentyn

Der Jüdische Friedhof in Bodzentyn, einer polnischen Stadt im Powiat Kielecki in der Woiwodschaft Heiligkreuz, wurde in den 1860er Jahren angelegt. Der jüdische Friedhof ist ein geschütztes Kulturdenkmal.
Auf dem circa zwei Hektar großen Friedhof sind heute noch 55 Grabsteine aus der Zeit von 1870 bis 1934 erhalten.